# 鮑師傅
鮑師傅是中華人民共和國一家糕點連鎖店，創始人鮑才勝來自江西省資溪縣。2004年，鮑才勝與其妻在中國傳媒大學開設了糕點屋鮑仔西點屋，售賣麵包和西點。2008年，中國傳媒大學的店面租期到期，隨後鮑才勝在北京阜成門、雍和宮以及长椿街開出鮑師傅糕點三家店。2014年註冊鮑師傅商標。

## 外部連結
- 官方网站